# Sciez
Sciez település Franciaországban, Haute-Savoie megyében. Lakosainak száma 6317 fő (2022. január 1.). Sciez Ballaison, Bons-en-Chablais, Excenevex, Lully, Margencel, Massongy és Perrignier községekkel határos.

## Népesség
A település népessége az elmúlt években az alábbi módon változott:
| Lakosok száma | 5505 | 5738 | 6016 | 6033 | 6190 | 6348 | 6375 | 6351 | 6317 |
|               | 2013 | 2015 | 2016 | 2017 | 2018 | 2019 | 2020 | 2021 | 2022 |